# Ходжі (Цаґері)
Ходжі (груз. ხოჯი) — село в Грузії.
За даними перепису населення 2014 року в селі проживає 87 осіб.